# كريستيان فيليبس
كريستيان فيليبس (بالإنجليزية: Kristian Phillips)‏ هو لاعب اتحاد الرغبي بريطاني، ولد في 2 سبتمبر 1990 في نيث ‏ في المملكة المتحدة.

## وصلات خارجية
- كريستيان فيليبس على موقع سلسلة سباعيات الرغبي العالمية - رجال (الإنجليزية)
- كريستيان فيليبس على موقع اتحاد ألعاب الكومنولث (مؤرشف) (الإنجليزية)